# Öckerö (comune)
Öckerö è un comune svedese di 12 406 abitanti, situato nella contea di Västra Götaland. Il suo capoluogo è la cittadina omonima.

## Località
Nel territorio comunale sono comprese le seguenti aree urbane (tätort):
- Björkö
- Fotö
- Hälsö
- Hönö
- Källö-Knippla
- Kalvsund
- Öckerö
- Rörö